# Récits (film)
Pour les articles homonymes, voir Récits.
Pour plus de détails, voir Fiche technique et Distribution.
Récits (Рассказы) est un film russe réalisé par Mikhaïl Segal, sorti en 2012,.

## Fiche technique
- Photographie : Edouard Mochkovitch
- Musique : Andjeï Petras
- Décors : Vitali Troukhanenko, Vladimir Kouptsov
- Montage : Mikhaïl Segal

## Distinctions

### Récompense
- Kinotavr 2012 : meilleur scénario[3]

### Sélection
- Festival du cinéma russe à Honfleur 2012 : sélection en compétition